# Sakigake
Sakigake (さきがけ, japanska för pionjär), obemannad japansk rymdsond som sköts iväg den 7 januari 1985 och flög förbi Halleys komet den 11 mars 1986 och mätte plasmavågor, solvind och magnetfält på kometen. Sonden gjorde även observationer av universum och jorden.
Den 8 januari 1992 gjorde Sakigake en förbiflygning av jorden, den första någonsin för en japansk rymdfarkost. i november 1995 tappade man kontakten med farkosten då den kört slut på sitt bränsle.
Sakigake var nästan identisk med sin kompanjon Suisei.

### Fotnoter
1. ↑  ”NASA Space Science Data Coordinated Archive” (på engelska). NASA. https://nssdc.gsfc.nasa.gov/nmc/spacecraft/display.action?id=1985-001A. Läst 7 april 2020.